# سفیدگون‌های جلبک‌خوار
سفیدگون‌های جلبک‌خوار (نام علمی: Odacidae) نام یک تیره از زیرراسته زمردماهی‌واران است.